# Max Weiss (Bildhauer)
Max Weiss (* 16. Dezember 1921 in Emmenbrücke; † 30. Juli 1996 in Tremona) war ein Schweizer Bildhauer.

## Leben
Max Weiss besuchte von 1935 bis 1939 die Kunstgewerbeschule Luzern. Seine Lehrer waren Huttiger und Max von Moos. Im Jahr 1945 heiratete er die Journalistin Emilia Iten (Mix Weiss), die er an der Kunstgewerbeschule kennengelernt hatte und zog nach Cassina d’Agno, 1947 nach Tremona im Mendrisiotto. Das Paar hatte drei Kinder (geb. 1945, 1947 und 1951), darunter Petra Weiss.
Tremona lernte er durch seinen Malerfreund Rolf Meyer kennen, dort traf er auf Bildhauer wie Lynn Chadwick, Olivier Strebelle, Kenneth Armitage und Xavier Corbero.

## Auszeichnungen
- 1954, 1955, 1956: Eidgenössisches Kunststipendium

## Ausstellungen
- Luwa Española, Barcelona
- Kongresshaus Biel
- Credit Suisse, Chiasso
- Gemeindezentrum Gersag, Schulhaus Gersag, Schweizerischer Bankverein in Emmenbrücke
- Kantonales Gymnasium, Locarno
- Kunstmuseum Luzern (1968)
- Seepromenade Luzern
- Museo civico di belle arti, Lugano (2004)
- Kunsthaus Glarus (1953)
- Scuola svizzera, Neapel
- Kunsthaus Zürich